# Miguel Darío Miranda y Gómez
Miguel Darío Miranda y Gomez, född den 19 december 1895 i León, Mexiko, död där den 15 mars 1986, var en av romersk-katolska kyrkans kardinaler. 
Han blev fängslad och därefter driven i landsflykt under den mexikanska religiösa förföljelsen 1926-1929.
Som ärkebiskop av Mexiko blev han 1969 kreerad till kardinal av påven Paul VI. 